# Dryopteris basilaris
Dryopteris basilaris là một loài thực vật có mạch trong họ Dryopteridaceae. Loài này được (C. Presl) C. Chr. miêu tả khoa học đầu tiên năm 1905.